# Walburg von Waldenfels
Walburg Freifrau von Waldenfels (* 1960; † 2000) war eine deutsche Filmemacherin und Drehbuchautorin.

## Leben und Hintergrund
Walburg von Waldenfels entstammte der Adelsfamilie  von Waldenfels. Sie war eine Tochter des Physikers und Mathematikers Wilhelm von Waldenfels (1932–2021) und war eine Schwester des Journalisten  Ernst von Waldenfels, des Schriftstellers Rudolf von Waldenfels und des Slawisten Ruprecht von Waldenfels.

## Werk
Walburg von Waldenfels wirkte als Regisseurin und Drehbuchautorin. Sie veröffentlichte folgende Produktionen:
- Remedio (1993) – Kurzfilm, ca. 13 Minuten. Handlung: Eine ältere Frau wascht ihre Mutter und spricht erstmals offen mit ihr über Gefühle.[1]

- Gesches Gift (1997) – Psychologisches Drama über Gesche Gottfried, eine historische Serienmörderin aus Bremen, die Anfang des 19. Jht. 15 Personen, darunter alle nächsten Angehörigen, vergiftet hatte und als letzte Person in Bremen öffentlich hingerichtet wurde. Darsteller: Geno Lechner, Sylvester Groth; Buch Christian Frosch; Kamera: Krzysztof Ptak; Regie Walburg von Waldenfels; Laufzeit 90 Minuten.[2][3]

## Rezeption und Auszeichnungen
„Remedio“ wurde 1993 beim Filmkunstfest Schwerin als bester Kurzfilm ausgezeichnet.
„Gesches Gift“ wurde in der Kategorie Bester Langfilm  beim Max Ophüls Festival 1998 ausgezeichnet. Für ihre Darstellung bei „Gesches Gift“ erhielt die Schauspielerin Geno Lechner auf dem  Filmfestival in Mare del Plata, Brasilien, die Auszeichnung als beste Darstellerin

## Filmografie
- Remedio (Kurzfilm, 1992) – Regie und Drehbuch
- Gesches Gift (1997) – Spielfilmregie und Drehbuch, ca. 95 Min.